# Grande Prêmio do Canadá de 1968
Resultados do Grande Prêmio do Canadá de Fórmula 1 realizado em Mont-Tremblant à 22 de setembro de 1968. Décima e antepenúltima etapa da temporada, nele a vitória de Denny Hulme ocasionou a única dobradinha neozelandesa na categoria e a primeira da equipe McLaren.

## Classificação da prova
| Pos. | Nº | Piloto               | Construtor    | Voltas | Tempo/Diferença        | Grid | Pontos |
| ---- | -- | -------------------- | ------------- | ------ | ---------------------- | ---- | ------ |
| 1    | 1  | Denny Hulme          | McLaren-Ford  | 90     | 2:27:11.2              | 6    | 9      |
| 2    | 2  | Bruce McLaren        | McLaren-Ford  | 89     | + 1 volta              | 8    | 6      |
| 3    | 16 | Pedro Rodríguez      | BRM           | 88     | + 2 voltas             | 12   | 4      |
| 4    | 3  | Graham Hill          | Lotus-Ford    | 86     | + 4 voltas             | 5    | 3      |
| 5    | 21 | Vic Elford           | Cooper-BRM    | 86     | + 4 voltas             | 16   | 2      |
| 6    | 14 | Jackie Stewart       | Matra-Ford    | 83     | + 7 voltas             | 11   | 1      |
| Ret  | 18 | Jean-Pierre Beltoise | Matra         | 77     | Câmbio                 | 15   |        |
| Ret  | 9  | Chris Amon           | Ferrari       | 72     | Transmissão            | 2    |        |
| Ret  | 15 | Johnny Servoz-Gavin  | Matra-Ford    | 71     | Acidente               | 13   |        |
| NC   | 20 | Lucien Bianchi       | Cooper-BRM    | 56     | + 34 voltas            | 18   |        |
| Ret  | 19 | Henri Pescarolo      | Matra         | 54     | Pressão do óleo        | 19   |        |
| Ret  | 6  | Jochen Rindt         | Brabham-Repco | 39     | Superaquecimento       | 1    |        |
| Ret  | 4  | Jackie Oliver        | Lotus-Ford    | 32     | Semieixo               | 9    |        |
| Ret  | 5  | Jack Brabham         | Brabham-Repco | 31     | Suspensão              | 10   |        |
| Ret  | 12 | Jo Siffert           | Lotus-Ford    | 29     | Vazamento de óleo      | 3    |        |
| Ret  | 11 | Dan Gurney           | McLaren-Ford  | 29     | Radiador               | 4    |        |
| Ret  | 24 | Piers Courage        | BRM           | 22     | Câmbio                 | 14   |        |
| Ret  | 27 | Bill Brack           | Lotus-Ford    | 18     | Semieixo               | 20   |        |
| Ret  | 8  | John Surtees         | Honda         | 10     | Câmbio                 | 7    |        |
| Ret  | 22 | Jo Bonnier           | McLaren-BRM   | 0      | Sistema de combustível | 17   |        |
| DNS  | 10 | Jacky Ickx           | Ferrari       |        | Acidente nos treinos   |      |        |
| DNS  | 25 | Al Pease             | Eagle-Climax  |        | Motor                  |      |        |

## Tabela do campeonato após a corrida
|   | Pos. | Piloto         | Pontos |
| - | ---- | -------------- | ------ |
|   | 1    | Graham Hill    | 33     |
| 2 | 2    | Denny Hulme    | 33     |
|   | 3    | Jackie Stewart | 27     |
| 2 | 4    | Jacky Ickx     | 27     |
| 4 | 5    | Bruce McLaren  | 15     |

|   | Pos. | Construtor   | Pontos |
| - | ---- | ------------ | ------ |
|   | 1    | Lotus-Ford   | 47     |
| 2 | 2    | McLaren-Ford | 40     |
| 1 | 3    | Matra-Ford   | 36     |
| 1 | 4    | Ferrari      | 32     |
|   | 5    | BRM          | 25     |

- Nota: Somente as primeiras cinco posições estão listadas. A temporada de 1968 foi dividida em dois blocos de seis corridas onde cada piloto descartaria um resultado. Neste ponto esclarecemos: na tabela dos construtores figurava somente o melhor colocado dentre os carros de um time.